# Pfarrkirche Peterskirchen

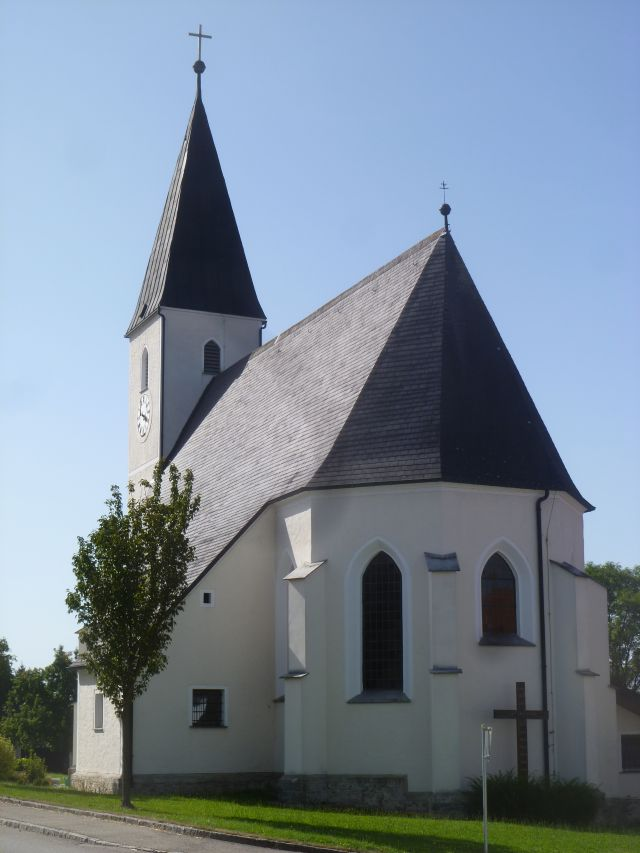
Pfarrkirche Hll. Peter und Paul in Peterskirchen

Die Pfarrkirche Peterskirchen steht im Ort Peterskirchen in der Gemeinde Peterskirchen in Oberösterreich. Die römisch-katholische Pfarrkirche Hll. Peter und Paul gehört zum Dekanat Ried im Innkreis in der Diözese Linz. Die Kirche steht unter Denkmalschutz.

## Geschichte
Die Kirche wurde 1470 urkundlich genannt. Die spätgotische Kirche wurde später barockisiert.

## Architektur
Das einschiffige dreijochige Langhaus schließt mit einem eingezogenen zweijochigen Chor mit einem Dreiachtelschluss. Die Fassade zeigt abgetreppte Strebepfeiler. Die gotischen Netzrippen wurden später abgeschlagen und barocke Wandpfeiler mit Kapitellen angebracht. Der Westturm hat einen Spitzhelm.

## Ausstattung
Die Kirchenausstattung ist neugotisch. 
Der gotische Taufstein hat ein Wappen und ist mit der Jahreszahl 1512 versehen.